# Паапа Ессієду
Паапа Кваак'є Ессієду (англ. Paapa Kwaakye Essiedu; нар. 11 червня 1990, Лондон, Англія, Велика Британія) — британський актор. Розпочав свою кар'єру 2012 року, коли приєднався до Королівської шекспірівської компанії, граючи у численних постановках, зокрема «Віндзорські насмішниці» (2012), «Гамлет» (2016) і «Король Лір» (2016).
Його прорив стався завдяки ролі в серіалі BBC «Я можу знищити тебе» (2020); за цю роль Ессієду був номінований на премію «Еммі» та премію БАФТА. Він зіграв Джорджа Болейна в історичній драмі Channel 5 «Анна Болейн» (2021). У нього були головні ролі в екшен-серіалі AMC+ «Банди Лондона» (2020—2022), науково-фантастичному серіалі Проєкт «Лазарус» (2020—2023) і «Чорне дзеркало: Демон 79» (2023).
Ессієду дебютував на кіноекранах як поліцейський у містичному фільмі Кеннета Брани «Вбивство у „Східному експресі“» (2017). Зіграв ролі у фільмі жахів «Чоловічий рід» (2022), фентезі «Джин» (2023), драмі «Втеча» (2024). Здобув визнання за сценічні ролі у п'єсі Керіл Черчилль «Номер» (2022) та п'єсі Люсі Преббл «Ефект» (2023—2024).

## Раннє життя та освіта
Ессієду народився в лікарні Гая в Саутворку, Лондон, у родині ганських батьків, і виховувався в Волтемстоу, східний Лондон, своєю матір'ю, викладачем моди та дизайну. Його батько Тоні повернувся до Гани, де Паапа має зведених брата та сестру, і помер, коли Ессієду було 14 років.
Ессієду відвідував школу Форест завдяки стипендії. У дитинстві він активно брав участь у спортивних командах і театральних постановках, але спочатку хотів стати лікарем. Ессієду зацікавився Шекспіром, оскільки його вчитель драми у «Форесті» настійно заохочував його до акторської майстерності, і його прийняли до Школи музики та драми Гілдгол, де він познайомився та працював з Мікаелою Коел. Його мати померла від раку грудей, коли він навчався в театральній школі.

## Кар'єра

### 2013—2019: Ранні ролі
Ессієду приєднався до Королівської шекспірівської компанії (RSC) у 2012 році, щоб зіграти Фентона в постановці Філіпа Бріна «Віндзорські насмішниці». Згодом він приєднався до Національного театру, граючи Герцога Бургундського та дублюючи Едмунда в постановці Сема Мендеса «Король Лір». Коли Сем Тротон втратив голос під час виступу, Ессієду втрутився і продовжив грати роль, отримавши за це визнання критиків. Він з'являвся у постановках «На вулиці» (англ. Outside on the Street, Плезенс), «Чорний Ісус» (англ. Black Jesus, Фінборо), «Ромео і Джульєтта» (Тютюнова фабрика), «Ти для мене для тебе» (англ. You For Me For You, Королівський двір).
У 2016 році Ессієду зіграв у виставах Королівської Шекспірівської компанії «Гамлет» у головній ролі та «Король Лір» у ролі Едмунда. Судді описали «Гамлета» Ессієду як такого, якого публіка слухала «цілком спокійно», спостереження за виступом Ессієду могло розвернутися на 180° — милий, грайливий і кокетливий в одну хвилину, а в наступну — шалено розумний. «Як і всі великі актори», — прокоментував суддя, «він зробив усі репліки своїми». Повідомлялося, що його Едмунд у «Королі Лірі» виражає жахливу зневагу та цинізм. Паапа озвучив Тунде в драмі BBC Radio 3 «As Innocent As You Can Get» (2016) Рекса Обано і в драмі BBC Radio 4 «Wide Open Spaces» того ж року, в якій він зіграв роль чоловіка, який вирішив подолати свою агорафобію, щоб виконати свою обіцянку відвідати могилу доньки в першу річницю її смерті.

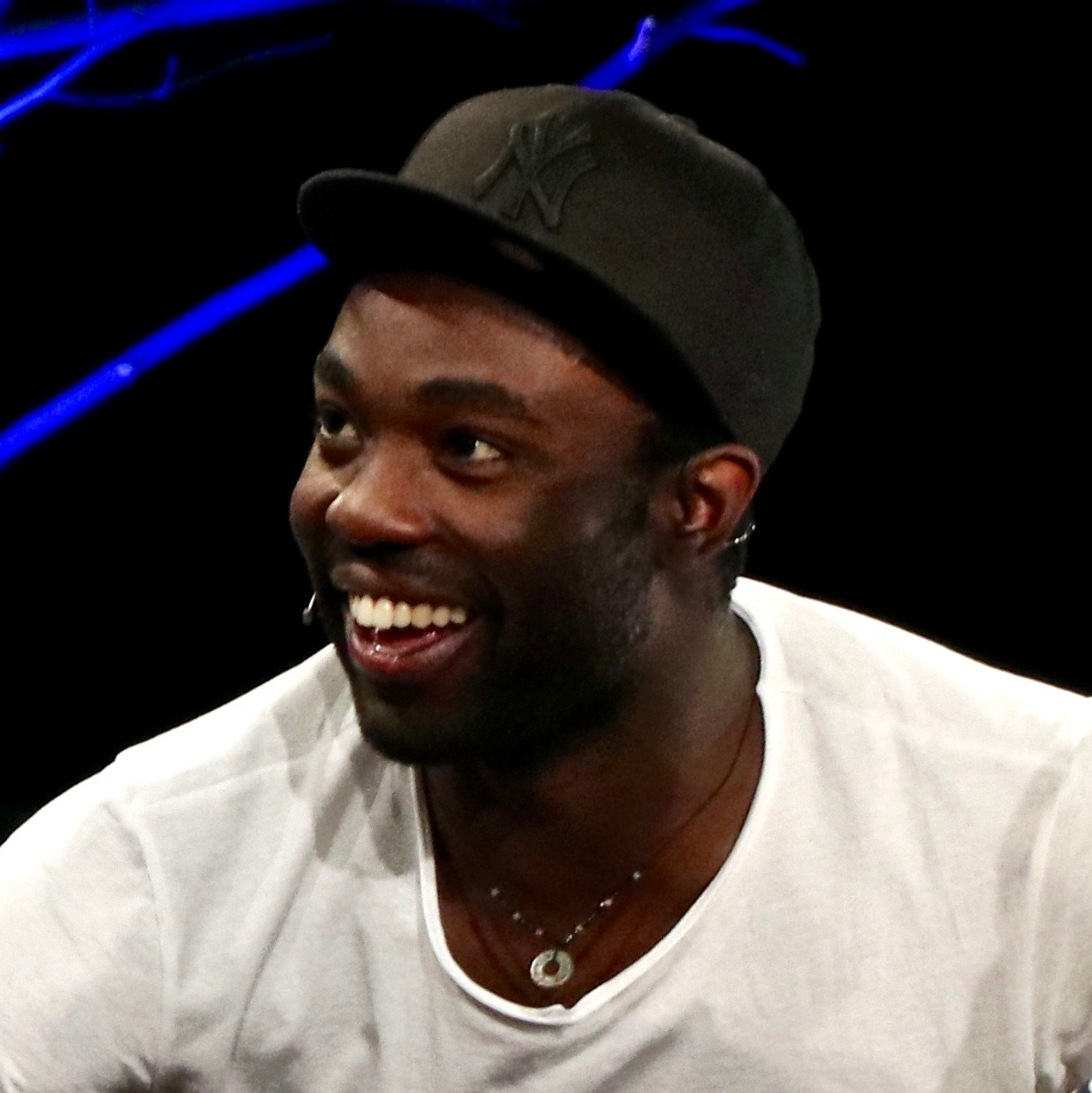
Ессієду у 2016 році

Ессієду розпочав свою телевізійну кар'єру з ролей Деметріуса в телевізійній екранізації «Сну літньої ночі» Рассела Т. Девіса (2016), Отто — в історичній драмі «Мініатюрист» (2017), Нейта Акінделе — в «Кірі» на Channel 4 (2018) та Еда Вошберна — в драмі BBC One «Преса» (2018). Він дебютував у повнометражному кіно, виконавши невелику роль поліцейського у фільмі Кеннета Брани «Вбивство у „Східному експресі“» (2017), адаптації однойменного роману Агати Крісті. У 2019 році він грав у п'єсі Данай Гуріри «The Convert», де грав разом з Летицією Райт у «Янг-Вік». «Time Out» похвалив провідних виконавців, написавши: «Це виступи Ессієду та Райт, які затримуються найбільше. Він — блискучий у ролі розумного і нервового чоловіка, цілком можливо — гея, який відчайдушно шукає приналежності через імпортовані ідеали, про які він завжди таємно знав, що вони — обман».

### 2020–тепер
З 2020 по 2022 рік Ессієду грав роль Алекса Думані в кримінальній драмі «Банди Лондона» на Sky Atlantic. У 2020 році Ессієду зіграв Кваме в серіалі BBC One «Я можу знищити тебе» разом із Мікаелою Коел. За останній Ессієду отримав визнання критиків, низку помітних номінацій, у тому числі на премію «Еммі» за найкращу чоловічу роль другого плану в мінісеріалі або серіалі-антології, або телефільмі та премію БАФТА за найкращу чоловічу роль. Разом з рештою акторського складу він також отримав нагороду за найкращий ансамбль на 36-й церемонії вручення премії «Незалежний дух». Потім він зіграв Джорджа Болейна, 2-го віконта Рочфорда в трисерійному фільмі «Анна Болейн» із Джоді Тернер-Сміт у головній ролі для Channel 5 у 2021 році.
У 2022 році Ессієду повернувся в театр, зігравши три окремі ролі в п'єсі Керіл Черчилль «Номер» в Олд Віку з Ленні Джеймсом. Нік Кертіс з «The Evening Standard» похвалив його виступ: «Паапа Ессієду демонструє неймовірний виступ», додавши: «Він тонко, нищівно відрізняється у мові, позиції та ставленні». Того ж року Ессієду почав зніматися в науково-фантастичному серіалі Проєкт «Лазарус» від Sky Max, за який він отримав номінацію на премію БАФТА за найкращу чоловічу роль. Він також з'явився у фольклорному фільмі жахів Алекса Ґарленда «Чоловічий рід» (2022) і приєднався до акторського складу містичного серіалу-трилеру «Захоплення» на BBC One в ролі Айзека Тернера, міністра безпеки та депутата від південного Хезлеміра.
У 2023 році він знявся в епізоді «Демон 79» серіалу «Чорне дзеркало» разом з Анжаною Васан. Джек Кінг з «GQ» назвав його «найкращим епізодом Чорного дзеркала за останні роки». Він розповів про гру Ессієду: "Це також служить ще однією платформою для хамелеонічних акторських здібностей Ессієду… Між цим і його захоплюючими ролями в «Захопленні», «Я можу знищити тебе» і «Проєкті „Лазарус“», він не тільки показує, що є неймовірним талантом, але й має захоплюючий діапазон". Він повернувся на театральну сцену, зігравши разом з Тейлор Рассел у відновленні п'єси Люсі Преббл «Ефект» у постановці Джеймі Ллойда в Національному театрі в 2023 році та в «The Shed» в 2024 році. Він зіграв разом із Сіршою Ронан у фільмі «Втеча», прем'єра якого відбулася на кінофестивалі «Санденс» у 2024 році. У березні 2025 року повідомлялося, що Ессієду наближається до угоди зіграти Северуса Снейпа в серіалі про Гаррі Поттера на телеканалі HBO.

## Фільмографія

### Кіно
| Рік          | Назва                          | Роль             | Нотатки      | Прим.  |
| ------------ | ------------------------------ | ---------------- | ------------ | ------ |
| 2017         | Вбивство у «Східному експресі» | Сержант Кемпбелл |              |        |
| 2022         | Чоловічий рід                  | Джеймс           |              |        |
| 2023         | Джин                           | Бернард Ботл     |              | [ 23 ] |
| 2024         | Втеча                          | Дайнін           |              | [ 24 ] |
| В очікуванні | Скаррі                         | В очікуванні     | Постпродакшн | [ 25 ] |

### Телебачення
| Рік       | Назва                  | Роль          | Примітки                  |
| --------- | ---------------------- | ------------- | ------------------------- |
| 2013      | Утопія                 | Рой           | 2 епізоди                 |
| 2015      | Небезпечно для роботи  | Пол           | 1 епізод                  |
| 2016      | Сон літньої ночі       | Деметріус     | Телевізійний фільм        |
| 2017      | Мініатюрист            | Отто          | 3 епізоди                 |
| 2018      | Кірі                   | Нате Акінделе | 4 епізоди                 |
| 2018      | Преса                  | Ед Вошборн    | 6 епізодів                |
| 2018      | Повстання Чорної Землі | Яаален        | Епізод: «В інших новинах» |
| 2020–2022 | Банди Лондона          | Алекс Думані  | 8 епізодів                |
| 2020      | Я можу знищити тебе    | Кваме         | 12 епізодів               |
| 2021      | «Анна Болейн»          | Джордж Болейн | 3 епізоди                 |
| 2022–2023 | Проєкт «Лазарус»       | Джордж        | 16 епізодів               |
| 2022      | Захоплення             | Ісаак Тернер  | 6 епізодів                |
| 2023      | Чорне дзеркало         | Гаап          | Епізод: «Демон 79»        |
| 2024      | Чорні голуби           | Елмор Фітч    | 2 епізоди                 |

### Театр
| Рік        | П'єса                 | Роль                | Драматург                | Нотатки                                  | Прим.         |
| ---------- | --------------------- | ------------------- | ------------------------ | ---------------------------------------- | ------------- |
| 2013       | Чорний Ісус           | Габріель            | Андерс Лустгартен        | Фінборо, Лондон                          | [ 26 ]        |
| 2014       | Король Лір            | Герцог Бургундський | Вільям Шекспір           | Театр Олів'є, Національний театр         | [ 27 ]        |
| 2015       | Ромео і Джульєтта     | Ромео               | Вільям Шекспір           | Тютюнова фабрика, Бристоль               | [ 28 ]        |
| 2015       | Ти для мене для тебе  | Вейд                | Мія Чанг                 | Королівський двір, Лондон                | [ 29 ]        |
| 2016, 2018 | Гамлет                | Гамлет              | Вільям Шекспір           | Тур Королівської Шекспірівської компанії | [ 30 ]        |
| 2016       | Король Лір            | Едмунд              | Вільям Шекспір           | Театр Барбікан, Вест-Енд                 | [ 31 ]        |
| 2017       | Гоночний демон        | Тоні Ферріс         | Девід Хейр               | Королівський театр у Баті, Бат           | [ 32 ]        |
| 2018       | Пінтер Один           | різні ролі          | Гарольд Пінтер           | Театр Гарольда Пінтера, Вест-Енд         | [ 33 ]        |
| 2019       | Конверт               | Чілфорд             | Данай Гуріра             | Янг-Вік, Лондон                          | [ 34 ]        |
| 2020       | Перейти               | Мойсей              | Антуанетта Нванду        | Кілн, Лондон                             | [ 35 ]        |
| 2022       | Номер                 | Майкл / Бернард     | Керіл Черчилль           | Олд Вік                                  | [ 36 ]        |
| 2023       | Ефект                 | Трістан             | Люсі Преббл              | Королівський національний театр, Лондон  | [ 37 ]        |
| 2024       | Ефект                 | Трістан             | Люсі Преббл              | The Shed, Нью-Йорк                       | [ 38 ]        |
| 2024       | Смерть Англії: Делрой | Делрой              | Клінт Даєр і Рой Вільямс | @sohoplace, Лондон                       | [ 39 ] [ 40 ] |

## Нагороди та номінації
| Рік  | Нагорода                            | Категорія                                                                                | Робота                                      | Результат    | Прим.         |
| ---- | ----------------------------------- | ---------------------------------------------------------------------------------------- | ------------------------------------------- | ------------ | ------------- |
| 2012 | Премія Ієна Чарльзона               | Премія Ієна Чарльзона                                                                    | Віндзорські насмішниці                      | Номінація    | [ 9 ]         |
| 2016 | Премія Ієна Чарльзона               | Премія Ієна Чарльзона                                                                    | Гамлет, Король Лір                          | Перемога     | [ 41 ] [ 42 ] |
| 2021 | Незалежний дух                      | Найкращий ансамбль                                                                       | Я можу знищити тебе                         | Перемога     |               |
| 2021 | Black Reel Awards                   | Найкращий актор другого плану — телефільм або обмежений серіал                           | Я можу знищити тебе                         | Номінація    |               |
| 2021 | Премія БАФТА у телебаченні          | Найкраща чоловіча роль                                                                   | Я можу знищити тебе                         | Номінація    | [ 43 ]        |
| 2021 | Dorian Awards                       | Найкращий телеактор другого плану                                                        | Я можу знищити тебе                         | Номінація    |               |
| 2021 | Еммі                                | Найкраща чоловіча роль другого плану в мінісеріалі або серіалі-антології, або телефільмі | Я можу знищити тебе                         | Номінація    | [ 44 ]        |
| 2022 | Театральна премія «Івнінг стандарт» | Найкраща чоловіча роль                                                                   | Номер                                       | Номінація    |               |
| 2023 | Премія Гільдії телерадіомовлення    | Найкраща чоловіча роль                                                                   | Проєкт «Лазарус», Захоплення, Банди Лондона | В очікуванні |               |
| 2023 | Театральна премія «Івнінг стандарт» | Найкраща чоловіча роль                                                                   | Ефект                                       | Номінація    |               |
| 2024 | WhatsOnStage Awards                 | Кращий виконавець у виставі                                                              | Ефект                                       | В очікуванні | [ 45 ]        |
| 2024 | Премія Ліги Драми                   | Видатне виконання                                                                        | Ефект                                       | В очікуванні | [ 46 ]        |
| 2024 | Премія БАФТА у телебаченні          | Найкраща чоловіча роль                                                                   | Проєкт «Лазарус»                            | Номінація    | [ 47 ]        |

## Особисте життя
Ессієду одружений з актрисою та коміком Розою Робсон; вони були у стосунках протягом восьми років станом на 2024 рік.